# Leliu
Leliu (kinesiska: 勒流) är ett stadsdelsdistrikt (jiedao) i sydöstra Kina. Det ligger i stadsdistriktet Shunde i staden Foshan i provinsen Guangdong, omkring 34 kilometer sydväst om provinshuvudstaden Guangzhou. Antalet invånare är 252 364. Befolkningen består av 115 651 kvinnor och 136 713 män. Barn under 15 år utgör 11,0 %, vuxna 15-64 år 84 %, och äldre över 65 år 4,0 %.